# Kool & Deadly
Kool & Deadly è il secondo album del rapper statunitense Just-Ice. Pubblicato nel 1987, è prodotto da KRS-One e distribuito dalla Fresh Records e dalla Spleeping Bag Records.

## Recensioni
| Recensione | Giudizio |
| ---------- | -------- |
| AllMusic   | [ 1 ]    |

Garth Cartwright scrive per Allmusic: «sottotitolato "Justicizsm", questo album vanta una delle copertine più brutte di sempre [...] e i suoni inclusi [nel disco] sono altrettanto duri.» In una recensione contemporanea, il Washington Post descrive l'album come «nudo e crudo ma non particolarmente distintivo.»

## Tracce
1. Going Way Back (featuring KRS-One) – 5:01
2. The Original Gangster of Hip Hop – 5:28
3. Freedom of Speech – 4:55
4. Moshitup (featuring KRS-One) – 4:58
5. Kool & Deadly – 6:32
6. On the Strength – 4:32
7. Lyric Licking – 3:30
8. Booga Bandit Bitch – 5:53

Durata totale: 40:49

## Classifiche

### Classifiche settimanali
| Classifica (1987)         | Posizione massima |
| ------------------------- | ----------------- |
| US Top R&B/Hip-Hop Albums | 17                |